# ألين كلاب
ألين كلاب (بالإنجليزية: Allen Clapp)‏ هو موسيقي أمريكي، ولد في 5 أغسطس 1967.

## وصلات خارجية
- ألين كلاب على موقع ميوزك برينز (الإنجليزية)
- ألين كلاب على موقع أول ميوزيك (الإنجليزية)
- ألين كلاب على موقع ديسكوغز (الإنجليزية)
- ألين كلاب على موقع ديسكوغز (الإنجليزية)